# Abas I de Armenia
Abas I de Armenia (en armenio: Աբաս Ա.:  Ա.) fue rey de Armenia de 928 a 953. Abas pertenecía a la dinastía Bagratuni y era hijo de Smbat I y hermano de Ashot "Yerkat" II. A diferencia de sus predecesores, el reinado de Abas estuvo marcado por años de paz, estabilidad, y prosperidad que Armenia no había disfrutado en décadas.

## Vida
Su capital se ubicaba en la ciudad fortaleza de Kars y Abas consiguió numerosos éxitos, tanto en la política doméstica como en la exterior. El mismo año en que se convirtió en rey, Abas viajó a Dvin, donde consiguió convencer al gobernador árabe de que liberara a varios rehenes armenios y devolviera el control del palacio pontificio a Armenia. Los conflictos entre los árabes eran mínimos también, con la excepción de una derrota militar que Abas padeció cerca de la ciudad santa de Vagharshapat. Fue mucho menos conciliador con los bizantinos, que habían demostrado sobradamente su poca fiabilidad como aliados, atacando y anexionando territorios armenios. Sin embargo, el emperador bizantino Romano I Lecapeno estaba ocupado enfrentándose a los hamdánidas, dejando a Abas libre para dirigir su política sin injerencias extranjeras. Abas afrontó una invasión del rey Ber de Abjasia en 943: una iglesia nueva había sido completada en Kars por orden de Abas y, antes de su consagración, Ber había aparecido con un ejército a lo largo del río del Araxes, reclamando que la iglesia fuera consagrada según el rito calcedonio . Abas se negó a hacer concesiones y emboscó a las fuerzas de Ber en un ataque al amanecer. Hubo numerosas escaramuzas, y Ber fue finalmente capturado. Abas llevó al rey ante su nueva iglesia y le dijo que nunca la vería otra vez, cegándole y devolviéndole a Abjasia. Abas murió en 953 y dejó su reino a sus dos hijos, Ashot III y Mushegh.